# Zwemmen op de Paralympische Zomerspelen 1964
De IIe Paralympische Spelen werden in 1964 gehouden in Tokio, Japan. Zwemmen stond voor de tweede keer op het programma en was een van de negen sporten tijdens deze spelen. Voor Nederland werd er bij de mannen 2 keer goud 1 keer zilver en 1 keer brons behaald, de Nederlandse vrouwen behaalden 1 keer zilver en 1 keer brons.

## Evenementen
Er stonden bij het Zwemmen 59 evenementen op het programma. Waarvan 29 voor de mannen en 29 voor de vrouwen.
Tijdens deze spelen stond de rugslag niet op het programma. Ook stond er dit jaar een estafette wisselslag op het programma waaraan zowel mannen als vrouwen aan mee konden doen.
- 25 m Schoolslag
- 50 m Schoolslag

- 25 m Vrije Slag
- 50 m Vrije Slag

## Wisselslag Estafette
| Rank | Land             | Tijd   |
| ---- | ---------------- | ------ |
| 1    | Verenigde Staten | 2:08.2 |
| 2    | Zuid-Rhodesië    | 2:42.8 |
| 3    | Israël           | 2:48.5 |

## Mannen

### Schoolslag 25 m
| Klasse             | Snelste tijd | land | Goud             | land | Zilver         | land | Brons             |
| ------------------ | ------------ | ---- | ---------------- | ---- | -------------- | ---- | ----------------- |
| complete class 1   | 45.6         | AUS  | Roy Fowler       | USA  | S. Floresco    | USA  | Vincent Falardeau |
| complete class 2   | 31.5         | ITA  | Francesco Deiana | GBR  | D. Ellis       | AUT  | Josef Jager       |
| incomplete class 1 | 49.2         | USA  | R. Rosenbaum     | GBR  | S. Miles       | USA  | S. Goldstein      |
| incomplete class 2 | 34.8         | ITA  | Renzo Rogo       | ITA  | Oliver Venturi |      |                   |
| junior class       | 34.8         | ISR  | Ben Ben-Arie     |      |                |      |                   |

### Schoolslag 50 m
| Klasse            | Snelste tijd | land | Goud                 | land | Zilver       | land | Brons              |
| ----------------- | ------------ | ---- | -------------------- | ---- | ------------ | ---- | ------------------ |
| complete class 3  | 58.0         | GBR  | W. Thornton          | USA  | W. Johnson   | USA  | E. Schoep          |
| complete class 4  | 57.4         | RHO  | Leslie Manson-Bishop | GBR  | B. Dickinson | USA  | G. Conn            |
| complete class 5  | 55.1         | USA  | Phil Ramsey          | ARG  | Ignesias     | NED  | D. Kruidenier      |
| ncomplete class 3 | 59.6         | AUS  | Michael Dow          | USA  | H. Burkett   | FRA  | Planchon           |
| special class     | 54.9         | ISR  | Baruch Hagai         | ISR  | Keftelovitch | ITA  | Germano Pecchenino |

### Vrije slag 25 m
| Klasse                    | Snelste tijd | land | Goud         | land | Zilver            | land | Brons         |
| ------------------------- | ------------ | ---- | ------------ | ---- | ----------------- | ---- | ------------- |
| Prone complete class 1    | 38.3         | AUS  | Roy Fowler   | USA  | Vincent Falardeau | USA  | S. Floresco   |
| Prone complete class 2    | 29.1         | GBR  | D. Ellis     | ITA  | Francesco Deiana  | FRG  | W. Brenken    |
| Prone incomplete class 1  | 38.4         | USA  | R. Rosenbaum | USA  | S. Goldstein      | FRG  | S. Miles      |
| Prone incomplete class 2  | 27.5         | FRG  | Sedlacek     | ARG  | H. Aresca         | ITA  | Renzo Rogo    |
| Supine complete class 1   | 27.5         | AUS  | Roy Fowler   | USA  | Vincent Falardeau | USA  | S. Floresco   |
| Supine complete class 2   | 30.0         | GBR  | D. Ellis     | AUS  | Frank Ponta       | AUS  | Trevor French |
| Supine incomplete class 1 | 37.1         | USA  | R. Rosenbaum | USA  | S. Goldstein      | FRG  | S. Miles      |
| Supine incomplete class 2 | 34.4         | ITA  | Renzo Rogo   | FRG  | Sedlacek          | ARG  | H. Aresca     |

### Vrije slag 50 m
| Klasse                    | Snelste tijd | land | Goud                 | land | Zilver               | land | Brons           |
| ------------------------- | ------------ | ---- | -------------------- | ---- | -------------------- | ---- | --------------- |
| Prone cauda equina        | 35.9         | USA  | Phil Ramsey          | NED  | D. Kruidenier        | ITA  | Franco Rossi    |
| Prone complete class 3    | 51.5         | FRG  | K. H. Sass           | FRG  | Heinz Simon          | ITA  | Giovanni Pische |
| Prone complete class 4    | 42.5         | USA  | G. Conn              | RHO  | Leslie Manson-Bishop | JPN  | S. Makioka      |
| Prone incomplete class 3  | 46.3         | USA  | H. Burkett           | GBR  | G. Williams          | AUS  | Michael Dow     |
| Prone incomplete class 4  | 37.5         | ARG  | J. Sznitowski        | ARG  | J. Diz               | USA  | Ed Owen         |
| Prone special class       | 37.7         | NED  | Prins                | GBR  | P. Newman            | ISR  | Keftelovitch    |
| Supine complete class 3   | 56.4         | USA  | E. Schoep            | GBR  | W. Thornton          | USA  | W. Johnson      |
| Supine complete class 4   | 50.0         | RHO  | Leslie Manson-Bishop | USA  | G. Conn              | GBR  | B. Dickinson    |
| Supine complete class 5   | 43.5         | USA  | Phil Ramsey          | JPN  | S. Aono              | ITA  | Silvio Boscu    |
| Supine incomplete class 3 | 49.7         | AUS  | Michael Dow          | USA  | H. Burkett           | ARG  | Tosi            |
| Supine incomplete class 4 | 40.3         | USA  | Ed Owen              | USA  | Tim Harris           | ARG  | J. Sznitowski   |
| Supine special class      | 44.7         | NED  | Prins                | ITA  | Germano Pecchenino   | GBR  | L. Halford      |

## Vrouwen

### Schoolslag 25 m
| Klasse             | Snelste tijd | land | Goud        | land | Zilver          | land | Brons  |
| ------------------ | ------------ | ---- | ----------- | ---- | --------------- | ---- | ------ |
| complete class 2   | 42.1         | AUT  | R. Kuhnel   | GBR  | Susan Masham    |      |        |
| incomplete class 1 | 55.4         | RSA  | A. Somerset | USA  | J. Little       |      |        |
| incomplete class 2 | 40.7         | USA  | S. Simmons  | ITA  | Anna Maria Toso | ITA  | Escapa |

### Schoolslag 50 m
| Klasse             | Snelste tijd | land | Goud               | land | Zilver         | land | Brons        |
| ------------------ | ------------ | ---- | ------------------ | ---- | -------------- | ---- | ------------ |
| cauda equina       | 1:04.6       | AUS  | K. Edmonton        | USA  | C. Welgar      | GBR  | M. Gibbs     |
| complete class 3   | 1:34.3       | NED  | E. Gaarlandt       | GBR  | V. Forder      | GBR  | J. Laughton  |
| complete class 4   | 1:51.1       | GBR  | P. Foulds          |      |                |      |              |
| incomplete class 3 | 1:03.3       | RHO  | Lynnette Gilchrist | ITA  | Elena Monaco   | USA  | J. Howe      |
| incomplete class 4 | 1:07.9       | USA  | H. Chafee          | USA  | Rosalie Hixson | ITA  | Irene Monaco |
| special class      | 1:08.1       | ARG  | S. Cochetti        | ARG  | Faloco         | ARG  | Mier         |

### Vrije slag 25 m
| Klasse                    | Snelste tijd | land | Goud            | land | Zilver          | land | Brons           |
| ------------------------- | ------------ | ---- | --------------- | ---- | --------------- | ---- | --------------- |
| Prone complete class 1    | 59.7         | USA  | E. Mulay        |      |                 |      |                 |
| Prone complete class 2    | 43.1         | AUT  | R. Kuhnel       | GBR  | Susan Masham    |      |                 |
| Prone incomplete class 1  | 53.6         | USA  | J. Little       | RSA  | A. Somerset     | RSA  | N. Thesen       |
| Prone incomplete class 2  | 35.1         | USA  | S. Simmons      | ITA  | Anna Maria Toso | ITA  | Escapa          |
| Supine complete class 1   | 53.4         | USA  | E. Mulay        | NED  | M. de Groot     |      |                 |
| Supine complete class 2   | 44.7         | AUT  | R. Kuhnel       | GBR  | Susan Masham    | ITA  | Silvana Martino |
| Supine incomplete class 1 | 44.7         | USA  | J. Little       | RSA  | A. Somerset     | NED  | M. de Groot     |
| Supine incomplete class 2 | 38.2         | ITA  | Anna Maria Toso | USA  | S. Simmons      |      |                 |

### Vrije slag 50 m
| Klasse                    | Snelste tijd | land | Goud               | land | Zilver                 | land | Brons         |
| ------------------------- | ------------ | ---- | ------------------ | ---- | ---------------------- | ---- | ------------- |
| Prone cauda equina        | 1:07.8       | ISR  | Mishani            | ISR  | Zipora Rubin-Rosenbaum |      |               |
| Prone complete class 3    | 1:05.0       | USA  | J. Slade           | GBR  | V. Forder              | AUT  | I. Driessler  |
| Prone complete class 4    | 1:52.0       | GBR  | P. Foulds          |      |                        |      |               |
| Prone complete class 5    | 39.7         | AUS  | K. Edmonton        | AUS  | Daphne Ceeney          | USA  | C. Welgar     |
| Prone incomplete class 3  | 46.3         | RHO  | Lynnette Gilchrist | USA  | E. Cox                 | AUS  | J. Howe       |
| Prone incomplete class 4  | 1:19.3       | USA  | Rosalie Hixson     | ITA  | Irene Monaco           | USA  | H. Chafee     |
| Prone special class       | 46.7         | ARG  | S. Cochetti        | ARG  | Faloco                 | ARG  | Mier          |
| Supine cauda equina       | 50.8         | AUS  | K. Edmonton        | USA  | C. Welgar              | AUS  | Daphne Ceeney |
| Supine complete class 3   | 1:02.4       | GBR  | V. Forder          | GBR  | J. Laughton            | AUT  | I. Driessler  |
| Supine complete class 4   | 1:04.7       | GBR  | P. Foulds          |      |                        |      |               |
| Supine incomplete class 3 | 51.2         | RHO  | Lynnette Gilchrist | USA  | E. Cox                 | USA  | J. Howe       |
| Supine incomplete class 4 | 1:14.2       | USA  | Rosalie Hixson     | USA  | H. Chafee              | ITA  | Irene Monaco  |
| Supine special class      | 1:05.7       | ARG  | S. Cochetti        | ARG  | Faloco                 | ARG  | Mier          |

Atletiek · Basketbal · Boogschieten · Dartchery · Gewichtheffen · Schermen · Snooker · Tafeltennis · Zwemmen
Rome 1960 ·
Tokio 1964 ·
Tel Aviv 1968 ·
Heidelberg 1972 ·
Toronto 1976 ·
Arnhem 1980 ·
New York & Stoke Mandeville 1984 ·
Seoel 1988 ·
Barcelona 1992 ·
Atlanta 1996 ·
Sydney 2000 ·
Athene 2004 ·
Peking 2008 ·
Londen 2012 ·
Rio de Janeiro 2016 ·
Tokio 2020 ·
Parijs 2024 ·
Los Angeles 2028